# Herbert Berger (Schriftsteller, 1919)
Herbert Berger (* 12. März 1919 in Freiburg in Schlesien, Landkreis Schweidnitz, Provinz Schlesien; † 23. April 1992 in Warendorf, Nordrhein-Westfalen) war ein deutscher Schriftsteller und Bergmann.

## Leben und Werk
Herbert Berger absolvierte zunächst die Volksschule; es folgten Arbeits- und Militärdienst. Fronteinsätze im Zweiten Weltkrieg prägten ihn. Nach der  Vertreibung aus Schlesien war er von 1945 bis 1950 in Ostdeutschland in verschiedenen Berufen tätig. 1951 kam er nach Ahlen im Münsterland, wo er bis 1975 als Bergmann arbeitete. Im Ruhestand lebte er bis zu seinem Tode in Hoetmar.
Seit 1952 war Berger als Autor tätig. Er schrieb Kurzprosa, Kurzgeschichten, gelegentlich Gedichte und Hörspiele, zum Teil zusammen mit seiner Ehefrau Martha Berger. Er war ein typischer Arbeiterdichter und schrieb in einer einfachen und direkten Sprache. Die meisten seiner Veröffentlichungen drehen sich um das Leben der Bergleute und ihrer Familien.
Berger war Mitglied im Verband Deutscher Schriftsteller.

## Auszeichnungen
- 1973, 1975: Erzählerpreis Ostdeutschen Kulturrates Bonn[4]
- 1976: Literaturpreis des Vereins für Jugend und Wirtschaft, Zürich
- 1979: Lyrikpreis Altenkirchen
- Stipendium des Kultusministeriums NRW
- Auszeichnungen beim Erzähler- und Hörspielpreis des Ostdeutschen Kulturrats und des Sozialministers NRW

## Werke
- mit G. Hinz, R. Limpert: Gedichte des Sozialpartners. Anrich, Mülheim a.d. Ruhr 1971.
- Ich und meine Stadt. Eine Biografie in Begegnungen und Kurzgeschichten. Selbstverlag, Ahlen 1975.
- Kohlepreis. Schumm, Murrhardt [1980], Hörkassette.
- Der Pütt hat mich ausgespuckt. Ein Ruhrkumpel erzählt aus seinem Leben. Asso, Oberhausen 1981, ISBN 3-921541-44-1 und als Hörkassette bei Schumm, Murrhardt [1986].
- Der fremde Linksaußen. Die Geschichte eines Aussiedlerjungen. F. Schneider, München 1982, ISBN 3-505-04284-6.
- mit Martha Berger: Drei Minuten täglich. Geschichten für jeden Tag. Pattloch, Aschaffenburg 1983, ISBN 3-557-91229-9.
- mit Martha Berger: Heiteres und Besinnliches. Pattloch, Aschaffenburg 1984, ISBN 3-557-91273-6.